# Natasha Lako
Natasha Lako (Korçë, 13. svibnja 1948.) albanska je pjesnikinja, romanopiskinja i scenaristica. Pripada prvoj generaciji spisateljica u Albaniji. U ožujku 1991. bila je jedna od rijetkih žena izabranih u albanski parlament kao članica Albanske demokratske stranke (PD).

## Životopis
Rođena je 13. svibnja 1948. u gradu Korça na jugoistoku Albanije. Studirala je političke znanosti na Sveučilištu u Tirani, specijalizirala je novinarstvo . Tijekom komunističkog režima u Albaniji bila je jedna od rijetkih aktivnih spisateljica, uz Dianu Çuli i Helenu Kadare. Objavljivala je pjesme i kratke priče od malih nogu. Postala je poznata ranih 1970-ih svojim prvim zbornikom poezije Marsi brenda nesh . Njezini su se radovi pojavili u nekoliko albanskih i međunarodnih antologija . Osim toga, radila i kao scenarist te je radio u filmskom studiju "Shqipëria e Re" u Tirani.
Nakon završetka komunističkog jednostranačkog sustava, pridružila se Albanskoj demokratskoj stranci, koja je osnovana krajem 1990., i prijavila se za mjesto u parlamentu za Partia Demokratike na prvim pluralističkim izborima u ožujku 1991 . Nnjena stranka osvojila 75 mandata, a bila je 50. na listi. Tako je postala jedna od devet žena u albanskom parlamentu od 250 mjesta (Kuvendi i Shqipërisë). Mandat zamjenice držala je tijekom sljedećeg XIII. zakonodavno razdoblje; njezina je nasljednica bila Lindita Prifti.
Godine 1997. postala je prva ravnateljica Albanskog središnjeg državnog filmskog arhiva (alb. Arkivi qëndror shtetëror i filmit ) imenovan. Tu je radila do 2005. godine.
Lako, koja je također nekoliko godina živjela u Švedskoj, bila je fascinirana jezikom i djelom švedskog pjesnika Tomasa Tranströmera. Njega je osobno upoznala.. Godine 2002. i 2011. objavila je dvije knjige poezije Perandoria e barit i Qiell i lënë përgjysmë, prve prijevode njegove poezije na albanski.
Natasha Lako udana je za albanskog glumca i filmskog redatelja Mevlana Shanaja. Imaju dvoje djece. 

## Izbor radova
Lirika
- 1972.:Marsi brenda nesh ( Marš unutar nas )
- 1979.:E para fjalë e botës ( Prva riječ na svijetu )
- 1984.:Këmisha e pranverës ( Košulja proljeća )
- 1986.:Yllësia e fjalëve
- 1990.:Natyrë e qetë ( Tiha priroda )
- 1995.:Thesi me pëllumba ( Vreća puna golubova )
- 1998.:Këmbë dhe duar ( Stopala i ruke )
- 2002.:Perandoria e barit (autor: Tomas Transtömer, prijevod sa švedskog)
- 2005.:Lëkura e ujit: poezi të zgjedhura ( Vodena koža: Izabrane pjesme )
- 2011.:Qiell i lënë përgjysmë ( Poluzavršeno nebo ; Autor:Tomas Tranströmer, prijevod sa švedskog)
- 2016.:Kundërpërfytyrimi

Proza
- 1977.: Stinët e jetës ( Godišnja doba života )

Scenariji
- 1979.:Mësonjëtorja
- 1979.:Partizani i vogël Velo ( Mali partizanski Velo )
- 1980.:Plumba perandorit
- 1982.:Rruga e lirisë ( Put slobode )
- 1983.:Një emër mes njerëzve
- 1984.:I paharruari ( Nezaboravljeni )
- 1986.:Fond Fjalë pa ( Riječ bez kraja )
- 1987.:Një vit i gjatë ( Duga godina )
- 1989.:Muri i gjallë ( Živi zid )
- 1990.:Fletë të bardha ( Bijelo lišće )
- 2003.:Lule të kuqe, lule të zeza ( Crveno cvijeće, crno cvijeće )

## Vanjske poveznice
- Natasha Lako u internetskoj bazi filmova IMDb-u (engl.)